# Apotekarnes, Stockholm

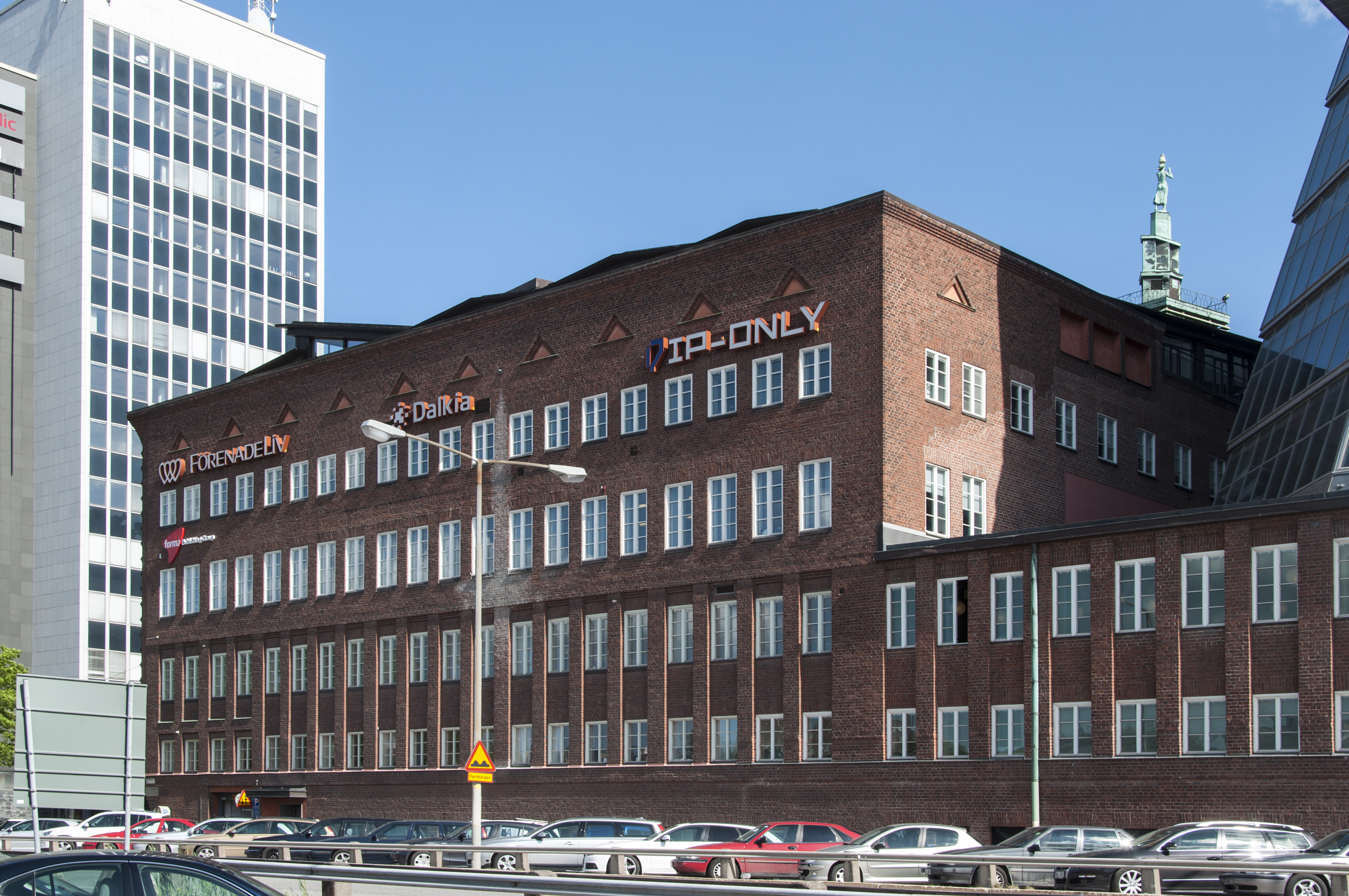
Apotekarnes Mineralvattenfabrik, fasad mot Norra stationsgatan, 2011.

Apotekarnes (äldre skriftform av apotekarnas), grundat 1874 som Apotekarnes Mineralvatten AB, är ett läskedrycksmärke som numera ägs av Carlsberg. Den mest kända produkten är Apotekarnes julmust.

## Historia

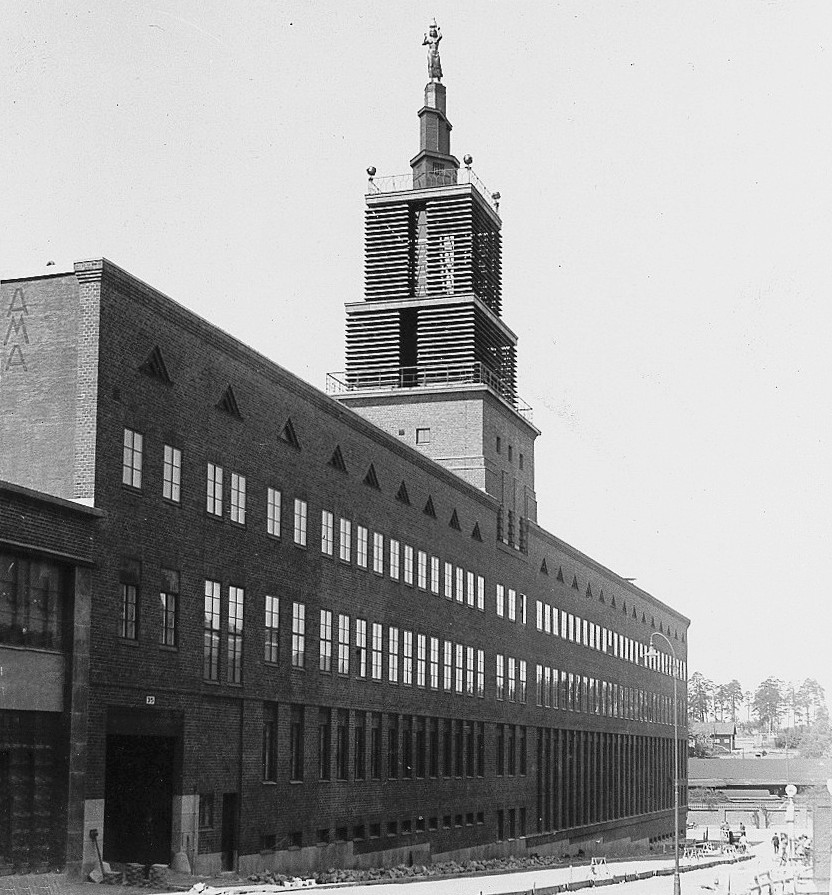
Apotekarnes Mineralvattenfabrik 1933.

Apotekarnes Mineralvatten AB (AMA) grundades 1874 och AB Apotekarnes Förenade Vattenfabriker (AFV) bildades 1908. Den äldsta Apotekarnesanläggningen (den för AMA) låg på Nybrogatan i Stockholm och produkterna – sodavatten, seltersvatten och vichyvatten – såldes på apotek samt i särskilda vattenbutiker och kiosker. 1916 förvärvade man konkurrenten Nordstjernans mineralvattenfabrik och det var då som läskedrycker kom in i sortimentet. År 1928 övergick aktiemajoriteten till AB Stockholms Bryggerier.
Vid expansionen efter sammanslagningarna blev de gamla lokalerna vid Nybrogatan otillräckliga och storbyggmästaren Olle Engkvist anlitades för att 1931–1933 uppföra en modern anläggning i kvarteret Blästern. Med sina 30 000 kvm golvyta blev detta Europas största mineralvattenfabrik. Det var också Stockholms största byggprojekt vid den tiden. Byggnaden, som ritats av Edvard Bernhard, uppfördes i handslaget tegel av Rödbotillverkning. Kyltornet smyckades med Gustaf Sandbergs staty Vattenbärerskan i kopparplåt. 
Anläggningen vid Hälsingegatan 47–49 ligger ett stenkast från platsen för de godsterminaler vid Stockholms norra station som var i drift fram till 1972. Byggnaden grönmärktes av Stadsmuseet i Stockholm vilket innebär "särskilt värdefull från historisk, kulturhistorisk, miljömässig eller konstnärlig synpunkt".
En känd slogan från AMA var: "Visst Katten – Apotekarnes Vatten". AFV hade anläggningar i Göteborg och i Uppsala. Apotekarnes fanns även i Lund och varumärket förekom på läskedrycker tappade även på andra orter.
1964 införlivades AB Stockholms Bryggerier och varumärket Apotekarnes i Pripps-Bryggerierna AB. Sedan 2001 är Apotekarnes ett varumärke i Carlsberg Sverige AB:s produktportfölj. Under detta varumärke säljs 2005 hallonsoda, passionsfrukt, sockerdricka, päronsoda och must.

## Bilder, byggnaden i Blästern 11

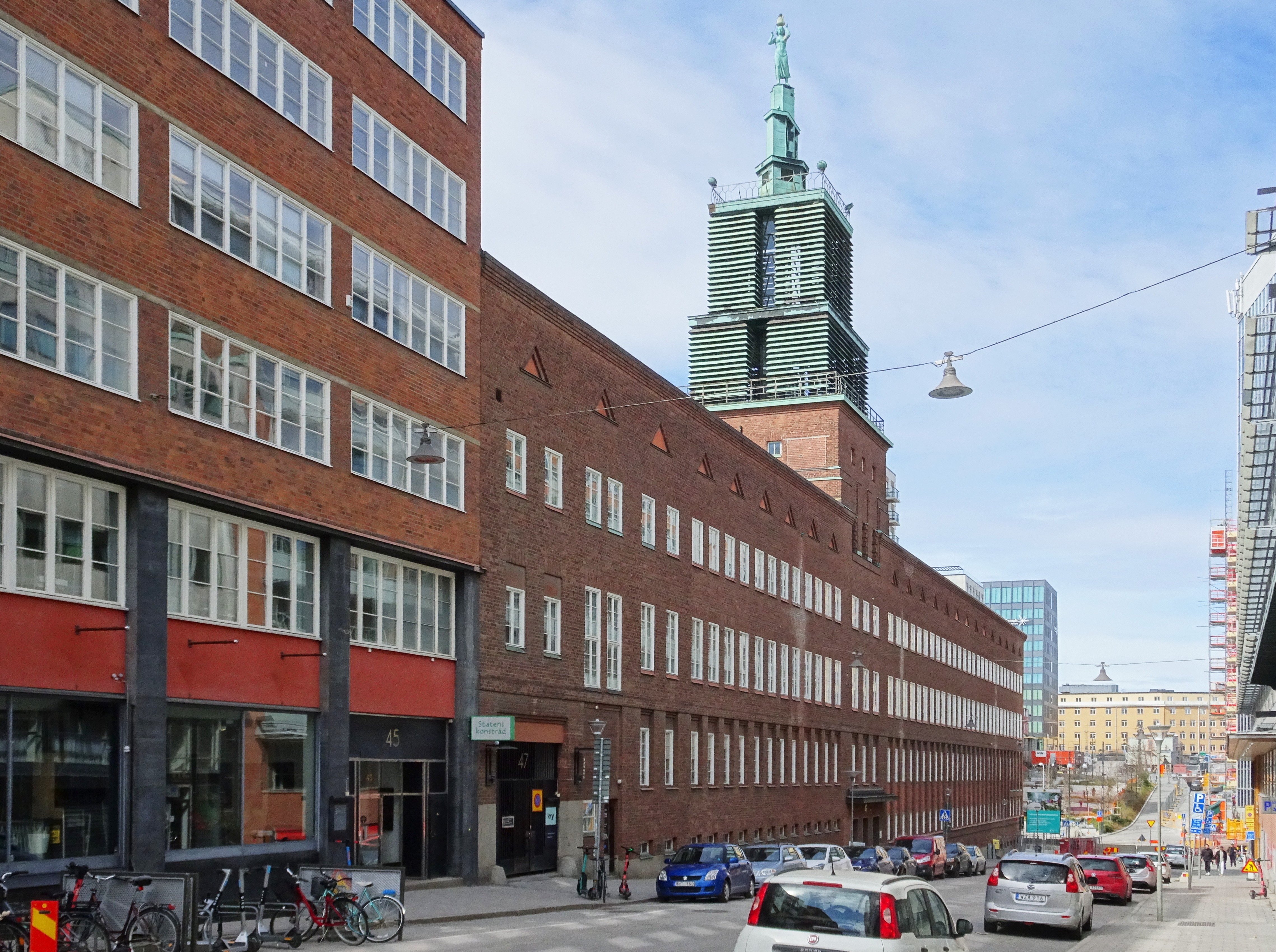
Bästern 11, fasad mot Hälsingegatan.
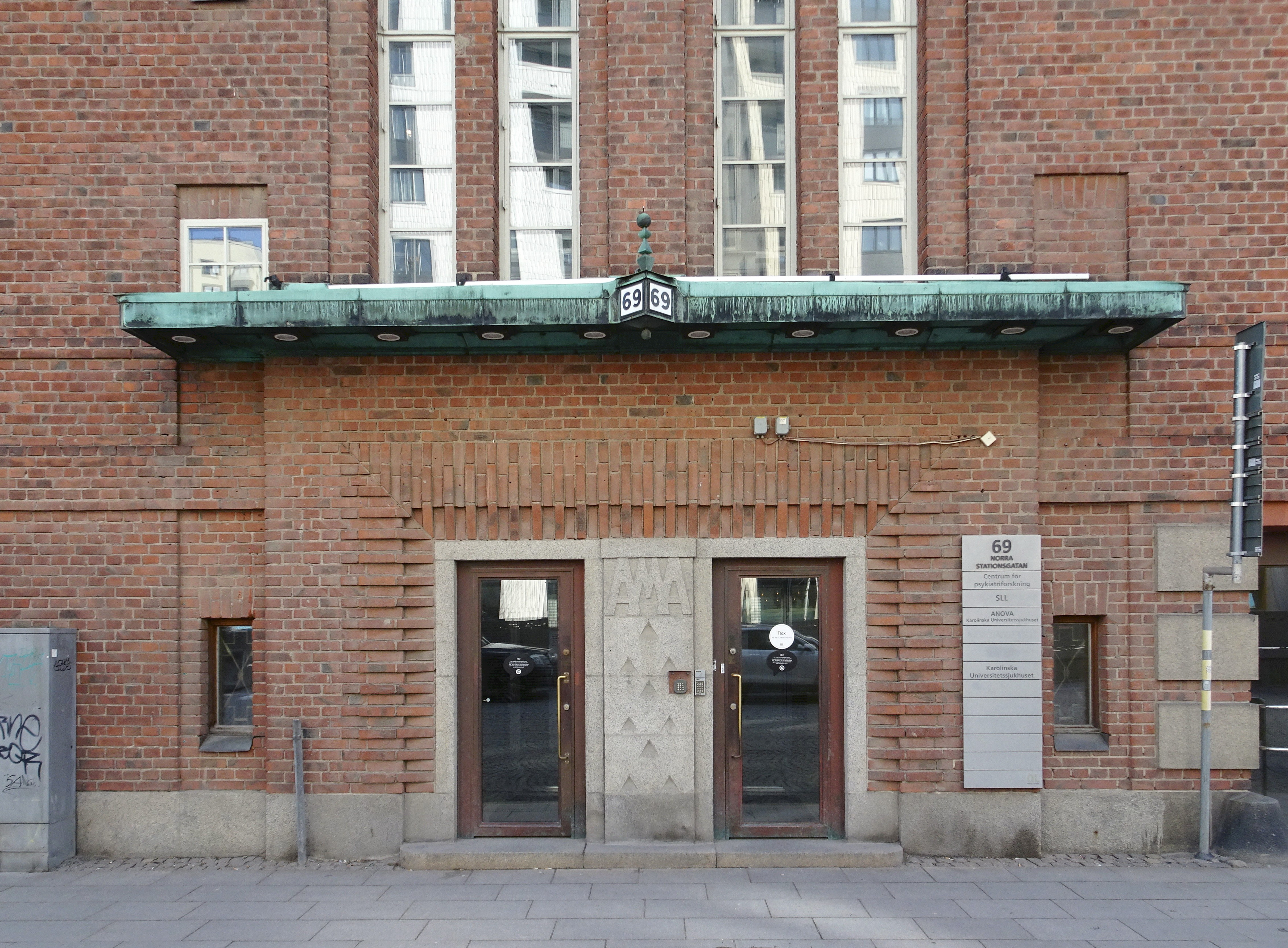
Huvudentrén mot Norra stationsgatan.
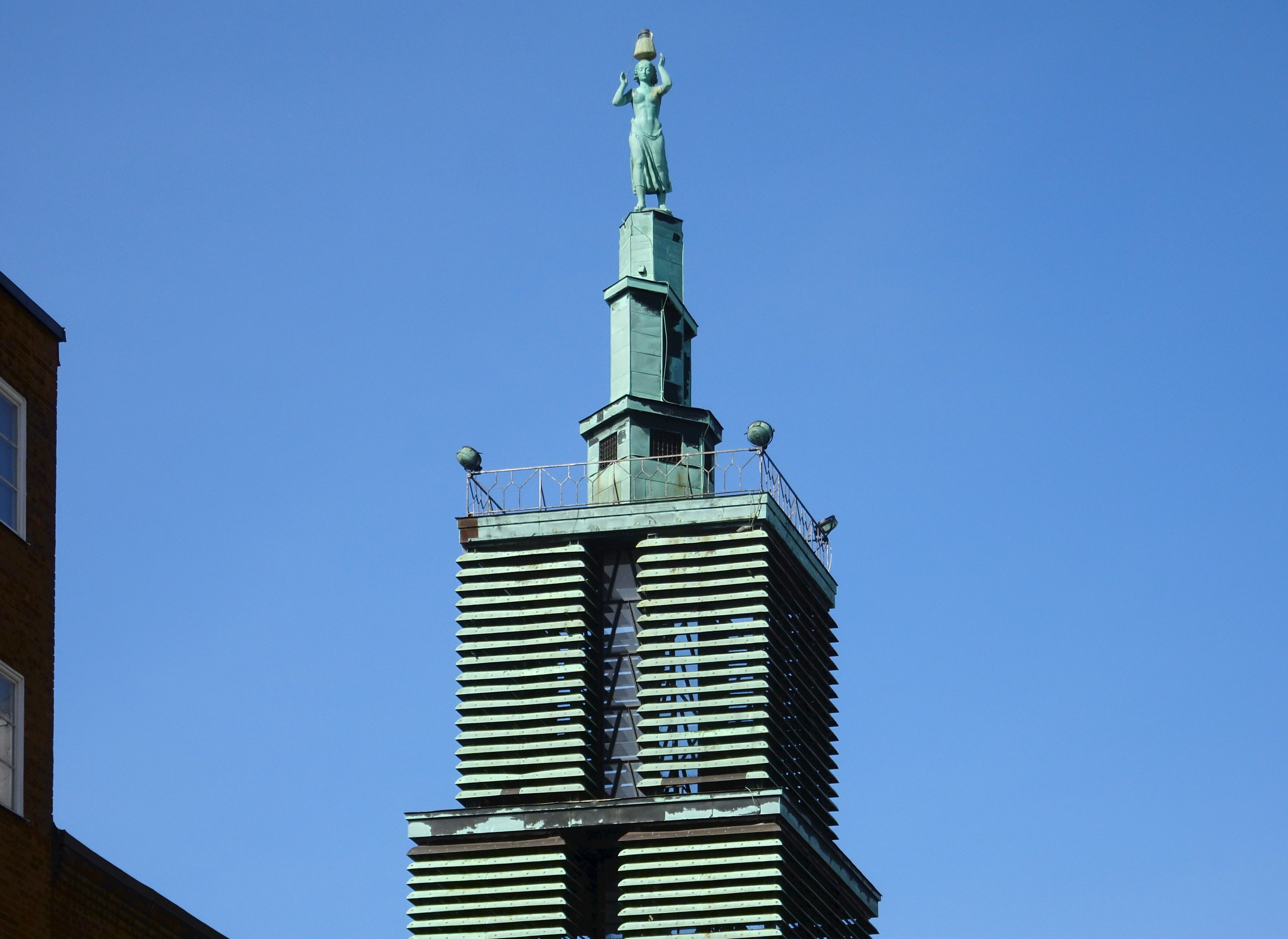
Kyltornet med Gustaf Sandbergs "Vattenbärerskan".
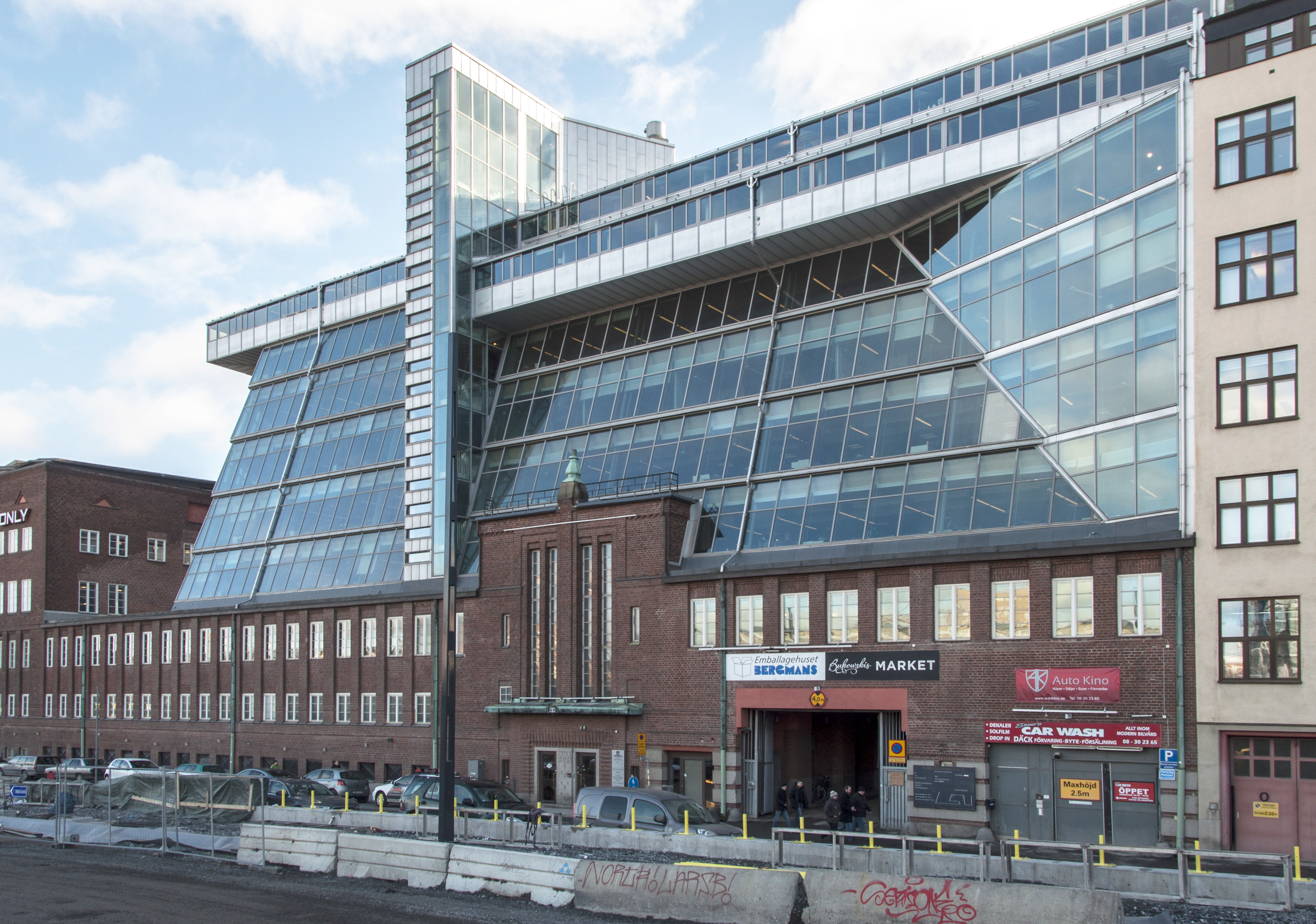
Före detta mineralvattenfabriken med påbyggd glasdel från 1998-2000, fasad mot Norra stationsgatan.